# WEGA
WEGA (zkratka názvu Wiener Einsatzgruppe Alarmabteilung, česky: Vídeňská zásahová jednotka, poplachové oddělení) je speciální jednotka rakouské policie v hlavním městě Vídni. Je podřízena Zemskému policejnímu ředitelství ve Vídni. Je nasazována při akcích s vysokým stupněm nebezpečí, většinou jako podpora při zatýkání teroristů a dalších nebezpečných zločinců, ale také při sportovních utkáních za účelem oddělení nepřátelsky naladěných skupin fanoušků a deeskalace napětí.

## Struktura
WEGA má přibližně 250 zaměstnanců (z toho je asi 220 policejních úředníků a 20 výcvikových instruktorů) a je rozdělena do několika sekcí:
- Kompetenční a informační centrum pro zvláštní nasazení
- Jednotky zvláštního nasazení (6 rot)
- Výcvikové centrum

Kompetenční a informační centrum pro zvláštní nasazení slouží k vyhodnocení bezpečnostních rizik velkých událostí, zda při nich bude zapotřebí nasadit policejní mužstvo se zvláštním výcvikem a vybavením, jako jsou pořádkové jednotky, oddíly pro zadržení osob a zajištění důkazů, vodní děla nebo obrněné transportéry. Jednotky WEGA přitom mohou být nasazeny kdekoli na území Rakouska.